# Жоель Кімвакі
Жоель Кімвакі (фр. Joël Kimwaki, нар. 14 жовтня 1986, Кіншаса) — конголезький футболіст, центральний захисник клубу «ТП Мазембе» і національної збірної Демократичної Республіки Конго.

## Клубна кар'єра
Народився 14 жовтня 1986 року в місті Кіншаса. Вихованець футбольної школи клубу «Стіль дю Конго». У дорослому футболі дебютував 2006 року виступами за команду клубу «Мотема Пембе», в якій провів три сезони.
До складу клубу «ТП Мазембе» приєднався 2010 року. У складі команди з Лубумбаші був співавтором сеансації на клубному чемпіонаті світу 2010 року, на якому африканці сягнули фіналу, обігравши спочатку мексиканську «Пачуку», а згодом бразильський «Інтернасьйонал» (фінальний матч проти італійського «Інтернаціонале» було, втім, програно 0:3).

## Виступи за збірну
2009 року дебютував в офіційних матчах у складі національної збірної Демократичної Республіки Конго.
У складі збірної був учасником Кубка африканських націй 2015 року в Екваторіальній Гвінеї, де забив переможний гол у чвертьфінальній грі проти збірної Республіки Конго (згодом рахунок гри було доведено до впевненої перемоги ДР Конго 4:2).
Наразі провів у формі головної команди країни 52 матчі, забивши 3 гол.

## Титули і досягнення
- Переможець Чемпіонату африканських націй: 2009, 2016
- Бронзовий призер Кубка африканських націй: 2015